# Pierpin
Pierpin è un film del 1935 diretto da Duilio Coletti.